# Betameprodyna
Betameprodyna – organiczny związek chemiczny, syntetyczny opioid. Znajduje się w grupie I-N Ustawy o przeciwdziałaniu narkomanii. Jest objęta Jednolitą konwencją o środkach odurzających z 1961 roku (wykaz I). Jej stereoizomerem jest alfameprodyna.